# Картель Phoebus
Картель Phoebus існував для контролю виробництва та продажу ламп розжарювання. Цей картель розподіляв ринкові території та встановлював строк служби ламп розжарювання.  Корпорації, що базуються в Європі та Америці, заснували картель 15 січня 1925 року в Женеві.  Картель Phoebus базувався у Швейцарії. Корпорація назвала себе Phœbus S.A. Compagnie Industrielle pour le Développement de l'Éclairage (французька «Phoebus, Inc. Промислова компанія з розвитку освітлення»). Картель повинен був існувати протягом тридцяти років (1925—1955) ), але фактично припинив свою діяльність у 1939 році внаслідок початку Другої світової війни. Картель включав виробників Osram, General Electric, Associated Electrical Industries та Philips,  та інші компанії.

## Історія
Osram, Philips, Tungsram, Associated Electrical Industries, ELIN, Compagnie des Lampes, International General Electric, та GE Overseas Group створили та увійшли у Картель Phoebus,  володіючи частками у швейцарській корпорації пропорційні до об'єму продажу ламп.
Osram заснував організацію попередник у 1921 році — «Internationale Glühlampen Preisvereinigung». Коли Philips та інші виробники вийшли на американський ринок, General Electric відреагувала створенням «International General Electric Company» у Парижі. Обидві організації координували торгівлю патентами та виходу на ринок. Зростання міжнародної конкуренції призвело до переговорів між усіма найбільшими компаніями щодо контролю та обмеження їхньої відповідної діяльності, щоб не заважати одна одній. 
Наприкінці 20-х років шведсько-датсько-норвезький союз споживчої кооперації створив виробничий центр North European Luma Co-op Society, незалежний від Phoebu. Економічні та юридичні загрози від Phoebus не досягли бажаного ефекту, і в 1931 р. скандинави виробляли та продавали лампи за значно нижчою ціною, ніж Phoebus.
Планувалося що картель Phoebus буде існувати до 1955 р.;, але Друга світова війна значно порушила роботу картелю.

## Призначення
Картель Phoebus розділяв ринки ламп на три категорії:
- Домашні території, країна походження окремих виробників
- Британські заморські території, підконтрольні Associated Electrical Industries, Osram, Philips та Tungsram
- Загальні території, інший світ.

Картель знизив експлуатаційні витрати й працював над стандартизацією тривалості роботи лампочок на рівні 1000 годин  (з 2500 годин),  і підвищив ціни на лампочки без ризику конкуренції. Картель тестував лампи членів та штрафував виробників за лампи, які працювали понад 1000 годин. У таблиці 1929 р. Була вказана сума штрафу у швейцарських франках, в залежності від перевищення тривалості годин роботи лампи.
Деякі інженери вважали що тривалість роботи у 1000 годин розумною для більшості лампочок, і що більший термін служби зменшував ефективність. Інженери стверджували, що триваліший термін експлуатації лампочок спричиняє збільшення випромінювання тепла та зменшення світлової енергії, у випадках коли ресурс лампочки більш як 1000 годин. Вони аргументували що через це буде марно витрачатися електроенергія. Були доступні довговічні лампи розжарювання, які працювали до 2500 годин. Вони були менш енергоефективними, виробляючи менше світла на Ватт.

У 1951 Комісія з питань монополій та обмежувальної практики у Великій Британії опублікувала звіт до Парламенту Великої Британії та зазначила, що: 
«Що стосується стандартів строків корисного використання, то до угоди Phoebus і до цього дня лампа розжарювання загального користування була призначена, і має, у середньому мінімальний строк служби 1000 годин. Часто стверджували - хоч ми і не маємо доказів, що організація Phoebus штучно скоротила строк служби лампи з метою збільшення кількості проданих ламп. Як ми пояснили в розділі 9, у багатьох країнах не може існувати абсолютно правильного строку служби через багато різних обставин, тому будь-який стандартний строк служби завжди має представляти компроміс між конфліктуючими факторами. BSI завжди приймала єдиний строк служби для ламп розжарювання загального користування, і представники як BSI, так і BEA, а також більшості виробників ламп, підтвердили нам, що вважають, що 1000 годин є найкращим компромісом, на даний час, і нам не надано доказів протилежного. Відповідно, ми повинні відхилити згадане вище твердження як неправильне.»

## Дивитися також
- Планова застарілість
- Столітнє світло

## Додаткова інформація
- Wells, Wyatt C. (2002). Antitrust and the Formation of the Postwar World. New York: Columbia University Press. ISBN 0-231-12398-1.